# Kásva
Kásva (románul: Cașva) falu Romániában, Maros megyében.

## Története
Görgényszentimre község része. A trianoni békeszerződésig Maros-Torda vármegye Régeni alsó járásához tartozott.

## Népessége
2002-ben 570 lakosa volt, ebből 569 román, 1 cigány nemzetiségű.

## Vallások
A falu lakói közül 524-en ortodox, 44 fő görögkatolikus és 2-en pünkösdista hitűek.

## Híres emberek
- Itt született 1932-ben Teodor Mărgineanu főhadnagy, aki kommunizmus-ellenes lázadást kísérelt meg kirobbantani a román hadseregben.